# Warrior (chanson de Kimbra)
 (juillet 2023).
Si vous disposez d'ouvrages ou d'articles de référence ou si vous connaissez des sites web de qualité traitant du thème abordé ici, merci de compléter l'article en donnant les références utiles à sa vérifiabilité et en les liant à la section « Notes et références ».
En pratique : Quelles sources sont attendues ? Comment ajouter mes sources ?
Warrior est une chanson de Kimbra, chanteuse néo-zélandaise, en collaboration avec Mark Foster, le chanteur de Foster the People, et le DJ electro house A-Trak.
La chanson a été écrite pour Three Artists, One Song, la compilation annuelle produite par l'entreprise de confection américaine Converse. La chanson était initialement prévue en téléchargement libre sur le site Internet Three Artists, One Song. La chanson est ensuite incluse dans les versions internationale et spéciale de Vows (en), le premier album de Kimbra. Warrior est le quatrième titre de l'album sorti en single, le 4 mai 2012 sur iTunes.

## Clip
Le clip  met en scène un groupe de prisonniers forcés de se battre dans des combats de lucha libre, pour le plaisir d'un homme obèse vêtu d'un sweat rouge. Les scènes dans lesquelles Kimbra chante les mains liées pendant qu'elle regarde la bagarre sont entrecoupées dans la vidéo. À la fin, les  prisonniers se retournent contre l'homme obèse et après qu'on lui ait délié les mains, Kimbra revêt un costume, lui donne des coups et l'assomme. La vidéo se termine sur la sortie du ring de Kimbra, A-Trak, and Mark Foster.
La première diffusion du clip a lieu sur la chaîne YouTube de Converse le 5 avril 2012. Les comédiens interprétant les prisonniers portent des chaussures Converse.

## Classement
La chanson a atteint la 22e place du hit-parade néo-zélandais.